# Lisa Miller (Regisseurin)
Lisa Miller (* 8. Oktober 1986 in Krumbach) ist eine deutsche Drehbuchautorin und Filmregisseurin.

## Leben
Nach dem Abitur im bayrisch-schwäbischen Weißenhorn zog Lisa Miller nach Madrid und studierte von 2007 bis 2009 Film & Fotografie an der CEV – Escuela de Comunicacion de Madrid. Anschließend absolvierte sie bis 2012 ein Studium der Freien Kunst an der Goldsmiths University in London. Ihre Videoinstallationen sind Teil von Ausstellungen, Theater und Tanzperformances.
Nach sechs Jahren im Europäischen Ausland kehrte sie nach Deutschland zurück und lebt mittlerweile in Leipzig.
Während einer Südamerikareise 2015 entstand das Drehbuch zu ihrem Langfilmdebüt Landrauschen. Mit Schulfreund und Produzent Johannes Müller gründete sie die Filmproduktion Miller&Müller Film. Landrauschen wurde durch Crowdfunding finanziert und gewann unter anderem 2018 beim Filmfestival Max Ophüls Preis den Preis für den Besten Film, das Beste Drehbuch und den Preis der ökumenischen Jury.
Der tragisch-komische „Neo-Heimatfilm“ trägt autobiografische Züge und beleuchtet das konservative Genre mit einem queer-feministischen Blick.

## Werke
- 2014: Tschernobyl, Fukushima, Gundremmingen (Mockumentary)
- 2015: ¡Que viva Europa! (Tanzdokumentarfilm)
- 2018: Landrauschen (Spielfilm)
- 2020: Smallrats (Kurzfilm)
- 2020: 2 Minuten – Der Test (Webserie)
- 2021: Oh Hell (achtteilige Fernsehserie)